# Reserva nacional de Caça de la Vall de Boí

La Reserva Nacional de Caça de la Vall de Boí té 9772.4 ha. Inicialment estava inclosa dins de la Reserva Nacional de Caça de l'Alt Pallars-Aran, però quan se'n van treure els terrenys del municipi del Naut Aran, una iniciativa legislativa de l'Ajuntament de la Vall de Boí (al que pertany la totalitat d'aquesta RNC) amb el Consell Comarcal de l'Alta Ribagorça va demanar que s'exclogués també la part corresponent a l'Alta Ribagorça, i així queda reflectit a la Llei 3/2015, d'11 de març, de mesures fiscals, financeres i administratives. (DOGC Núm. 6830 - 13.3.2015, article 92) que fan que sigui la RNC de més recent creació.

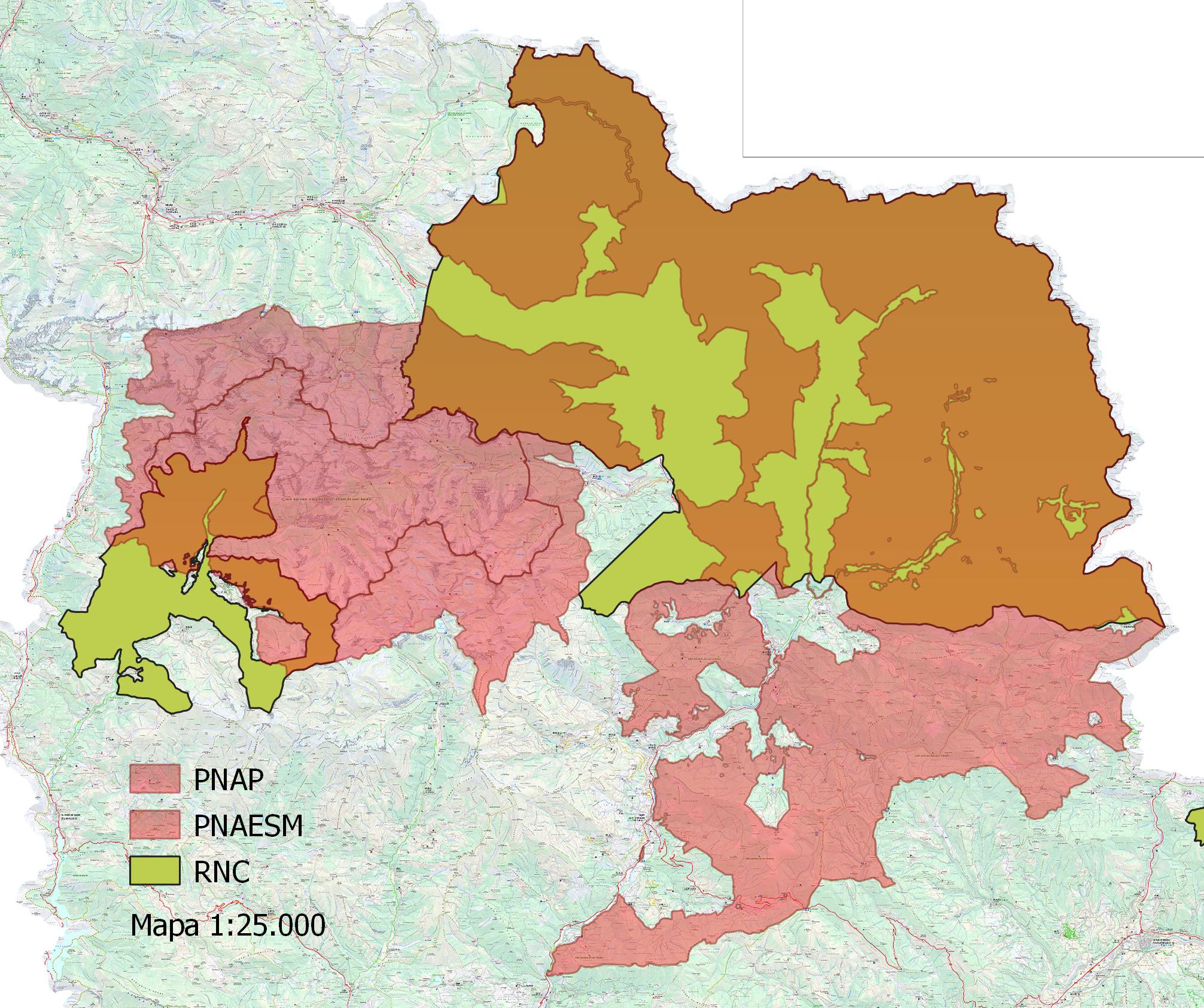
La part de color marró correspon a l'intersecció de les RNC amb la ZPP del Parc Nacional.

Aquesta reserva està situada als Pirineus catalans occidentals, dins de la comarca de l'Alta Ribagorça. Al nord-est limita amb el Parc Nacional d'Aigüestortes i Estany de Sant Maurici, i una part considerable es solapa amb la Zona perifèrica de protecció d'aquest Espai Natural Protegit.

## Fauna cinegètica
Les espècies d'ungulats cinegètics que viuen al seu interior són: l'isard, el cabirol, la daina, el cérvol i el senglar. Anualment, l'òrgan gestor aprova un pla d'aprofitament d'isard, cabirol, daina, senglar i caça menor